# Liriomyza flavocentralis
Liriomyza flavocentralis är en tvåvingeart som först beskrevs av Watt 1923.  Liriomyza flavocentralis ingår i släktet Liriomyza och familjen minerarflugor. Inga underarter finns listade i Catalogue of Life.